# Mikael Rudesjö
Mikael Rudesjö, född 12 mars 1969 i Helsingborgs Gustav Adolfs församling, död 4 januari 2024,  var en svensk poet och författare bosatt i Helsingborg.
Rudesjö var också estradör och gjorde både poesiuppläsningar och höll föredrag.

### Egna verk
- ”Absurda ögon”, dikter, Ordskrik 1994
- ”Utsikt”, dikter, Bokförlaget Bläckfisken 2003
- ”Sten, brons och bokstäver – Offentliga konstverk i Helsingborg klädda i ord”, diktsamling, Bokförlaget Bläckfisken, 2005

### Dikter också publicerade i Sesamphotos flygbildsböcker över Skåne
Fotograf i böckerna är Bertil Hagberg.
- ”Örkelljungabygden från ovan”
- ”Söderåsbygden från ovan”
- ”Kullabygden från ovan”
- ”Helsingborg från ovan”
- ”Landskrona från ovan”
- ”Skåne – lika grant från ovan”

### Antologier
- ”Ensamkritor”, Skurups skrivarlinje 1991
- ”Pärlbåten”, Bokförlaget Bläckfisken 1994
- ”Novesi”, Bokförlaget Bläckfisken 1995
- ”Böckerna i Boken – Om Bibelns texter”, Ellerströms förlag och Helsingborgs Dagblads förlag 1999
- ”Sammantaget”, Poetisk Plattform, Bokförlaget Bläckfisken 2002
- ”Perrong två”, Poetisk Plattform, Bokförlaget Bläckfisken 2004
- ”Universum vid sundet”, Poetisk Plattform, Ordskrik 2010